# Иван Алексиев Алексиев
Вижте пояснителната страница за други личности с името Иван Алексиев.
Иван Алексиев Алексиев е български инженер, историк и изследовател в областта на морската история, морската наука и техника, корабоплаването, корабостроенето, кораборемонта, морската литература, морския филм и маринистиката, с многобройни научни публикации в авторитетни издания.

## Биография
Роден е на 3 март 1943 г. във Варна. Завършва през 1980 г. Висшата следдипломна школа за линейни стопански ръководители към Висшия икономически институт „Карл Маркс“ – София, специалност „Икономика и управление на научноизследователската и развойно-внедрителска дейност“. Дипломната му работа е по темата „Проблеми на научно-техническата политика на подотрасъл Корабостроене“, с рецензент ст.н.с. II ст., к.и.н. Антон Дучев, специалист по финансиране на „научно–изследователска и развойно–внедрителска дейност“ (НИРД). Обосновава необходимостта от разработване на научно–техническа политика не само на държавно, но и на подотраслово равнище на управление. Формулира проблеми в областта на малкотонажното корабостроене, организационната система на управление на научно–техническия прогрес, планирането на научно–техническия прогрес и вътрешното научно–техническо сътрудничество. Обосновава подробно необходимостта от системни изследвания по история на българското корабостроене.
Трудовата биография на инж. Алексиев е свързана с българското корабостроене. Той е възпитаник на Университета в Росток (тогава в Германската демократична република), завършил е специалността „Корабно машиностроене“. От 1968 до 1974 г. работи като конструктор и научен сътрудник в „Научноизследователския и проекто-конструкторски институт по корабостроене“ (НИПКИК) във Варна, където работи по проектирането на корабните валопроводи (включително дейдвудните устройства и закрепванията на гребните винтове) и главните двигатели на сериите от 23 500–, 25 000– и 38 000–тонни кораби, на 100 000–тонни танкери, както и на по-малки кораби. През периода от 1974 г. до 1977 г. е началник на отдел „Конструктивен“ и заместник-директор по техническите въпроси на „База за развитие и внедряване на корабни дизелови двигатели“ (БРВКДД) във Варна. Участва в проектирането на „Завод за корабни двигатели“ и внедряването на лиценза „Зулцер“. След закриването на БРВКДД през 1977 г. е началник на производствено-конструктивен клон в „Института по корабостроене“ (ИК), а от 1978 до 1983 г. е главен специалист по „Наука и технически прогрес“ (НТП) в централното управление на „Държавно стопанско обединение“ (ДСО) „Корабостроене“.
През периода май 1983 г. – юли 1995 г. е началник на отдел „Научно–техническа информация“ (НТИ) в Института по корабостроене – Варна. Отделът отговаря за шест основни дейности: научно-информационна дейност, научно-техническа библиотека (НТБ), правила и конвенции, изобретателска и рационализаторска дейност, международно сътрудничество и научно-технически преводи. На 31 август 1987 г. са доставени и влизат в употреба първите два персонални компютъра „ПРАВЕЦ 16“. По инициатива на инж. Алексиев през 1990 – 1991 г. започва издаването на информационните бюлетини ИНФОКОР, ИНПРОМАР, ИНФОБОТ, ИНФОМОР, ИНФОПиК, ИНФОФИРМ И ИНФОЦЕН. Създаденото през 1980 г. научно направление функционира до закриването на Института през 1995 г., при това без достъп до интернет.
От 1980 г. основна тема на изследванията му е историята на българското корабостроене и свързаните с него направления на техниката от средата на XIX в. до 30те години на ХХ в.
Библиографията на инж. Алексиев за периода 1971 – август 2019 г. включва 1683 публикувани материали, 56 доклади и съобщения, 11 редакции и консултации на книги, 22 редакции и консултации на периодични издания. Участва в академични конгреси, конференции, симпозиуми и кръгли маси, както на национално така и на международно ниво.
Предложен е за награда от „Териториалната организация на научно-техническите съюзи“ – Варна за двутомника му „Омаяни от кораби мъже“, посветен на българското корабоплаване, корабостроене, кораборемонт и морска история, с биографични данни на дейци на морското дело и с описания на български постижения в областта на морската наука и техника.
Инж. Алексиев е удостоен с почетния знак на Община Варна „За заслуги към Варна“ – златен през 2008 г. за съществен принос в областта на научната информация, за постижения в изучаване историята на морската наука и техника във Варна и по случай 24 май – „Ден на българската просвета и култура и на славянската писменост“.
Сред най-известните му публикации са книгите:
- Омаяни от кораби мъже: Дейци на българското корабостроене и кораборемонт до 30-те години на ХХ в. В 2 тома. Варна: ИК „Морски свят“, 2006.
- Когато машините бяха рядкост: Варненски приноси в техническото развитие на България 20-те г. XIX – 40-те г. XX в. Варна: Икар, 1996.
- Храм на знания технически: Българското техническо дружество в Русе 1885 г. Варна: ИК „Морски свят“, 2010.[8]
- Очерци за историята на КРЗ „Одесос“. Варна: ИК „Морски свят“, 2003.[9]
- 100 години кораборемонтен завод „Флотски арсенал“, 1897 – 1997. Сборник. Варна, ИК „Галактика“, 1997.[10]
- Проучване на съвременни дейдвудни устройства на морски кораби. Тема СУ- 62 – 70, етап П 1. НИПКИК – Варна, юли 1971. (хелиографно издание)
- Изтъкнати учени–морски офицери. Варна, Съюз на учените – Варна, Главен щаб на ВМС, 1999.[11]
- Корабостроенето и кораборемонтът в България. Фирми и организации. Варна, Институт по корабостроене ООД – Варна, отдел „Научно-техническа информация“, май 1992.